# Tassilo I
Tassilo I, född 560, död 610, var en bayersk hertig. 
Tassilo, som tillhörde agilolfingernas ätt, blev hertig 590 och stupade i krig mot avarerna.